# Mats Wilander
Mats Wilander (n. 22 august 1964, Växjö, Comitatul Kronoberg, Suedia) este un fost jucător profesionist de tenis din Suedia, care s-a clasat pe locul 1 în clasamentul ATP timp de 20 de săptămâni (în anii 1988-1989). În perioada 1982-1988 a câștigat șapte titluri de Mare Șlem la simplu (trei la Roland Garros, trei la Australian Open și unul la US Open) și un titlu de Mare Șlem la dublu bărbați (la Wimbledon).
În 1988, Wilander a câștigat trei dintre cele patru turnee de Mare Șlem și a terminat anul pe locul 1. Deși nu a câștigat niciodată titlul la simplu la turneul de la Wimbledon, Wilander a câștigat de două ori la Australian Open, atunci când turneul se juca încă pe terenuri cu iarbă. Acest lucru îl face pe Wilander unul din cei doar șase bărbați (alături de Jimmy Connors, Andre Agassi, Rafael Nadal, Roger Federer  și Novak Djokovici), care a câștigat titluri la simplu de Mare Șlem pe terenuri cu iarbă, cu zgură și cu suprafețe dure. El, Novak Djokovici și Rafael Nadal sunt singurii bărbați din istoria tenisului care au câștigat cel puțin două titluri la simplu de Mare Șlem pe fiecare dintre cele trei suprafețe.
Wilander a câștigat al patrulea titlu la simplu de Mare Șlem la vârsta de 20 de ani, fiind cel mai tânăr om din istorie care a atins acel nivel. În plus, el a câștigat, de asemenea, opt titluri de campion la Championship Series (1983-1988), precursoarele actualelor Masters 1000. A câștigat 33 de titluri la simplu și șapte titluri la dublu în decursul carierei sale. El a fost, de asemenea, o forță motrice care a împins echipa Suediei în șapte finale consecutive ale Cupei Davis în anii 1980.
În 2002, Wilander a fost inclus în International Tennis Hall of Fame.

## Legături externe
Materiale media legate de Mats Wilander la Wikimedia Commons
- Wilander On Wheels – Official Mats Wilander Website
- en Mats Wilander la Association of Tennis Professionals
- Mats Wilander la International Tennis Federation
- Mats Wilander la International Tennis Hall of Fame